# Mojaveite
La mojaveite (simbolo IMA: Moj) è un minerale appartenente alla famiglia dei "solfati (selenati, tellurati, cromati, molibdati, tungstati)" con composizione chimica Cu6[Te6+O4(OH)2](OH)7Cl.

## Etimologia e storia
La mojaveite prende semplicemente il nome dal deserto del Mojave, che si trova non lontano dalla miniera "Aga", dalla miniera "Blue Bell" e dal cumulo "Bird Nest", le tre località tipo del minerale.
Il campione tipo è conservato presso il "Natural History Museum of Los Angeles County" di Los Angeles con i numeri di catalogo 64091-64094 e nella collezione di geoscienza del "Museo Victoria" di Melbourne (Australia) con il numero di catalogo M53019.

## Classificazione
La mojaveite è stata approvata dall'Associazione Mineralogica Internazionale (IMA) nel 2013, quindi non compare nella nona edizione della sistematica dei minerali di Strunz, aggiornata dall'IMA nel 2009.
Compare nell'edizione successiva, proseguita dal database "mindat.org" e chiamata anche Classificazione Strunz-mindat, dove la mojaveite è elencata nella classe "7. Solfati (selenati, tellurati, cromati, molibdati, tungstati)" e nella sottoclasse "7.B Solfati (selenati, ecc.) con anioni aggiuntivi, senza H2O"; questa viene ulteriormente suddivisa in base alla dimensione dei cationi coinvolti, in modo da trovare il minerale nella sezione "7.BB Con cationi di media dimensione", dove forma il sistema nº 7.BB.80 come unico membro.
Nella Sistematica dei lapis (Lapis-Systematik) di Stefan Weiß la mojaveite si trova nella classe degli "ossidi" e nella sottoclasse dei "solfiti, seleniti, telluriti"; qui il minerale è nella sezione "tellurati con gruppi [Te6+O6]6- e strutture correlate" dove forma il sistema nº IV/K.15 insieme ad agaite, andychristyite, backite, bairdite, brumadoite, cesbronite, cuzticite, dagenaisite, eckhardite, frankhawthorneite, fuettererite, jensenite, khinite, kuranakhite, leisingite, mcalpineite, markcooperite, montanite, ottoite, paratimroseite, raisaite, timroseite, utahite, xocolatlite, xocomecatlite e yafsoanite.

## Abito cristallino
La mojaveite cristallizza nel sistema trigonale con il gruppo spaziale R3 (gruppo nº 146) con i parametri reticolari a = 8,316(2) Å e c = 13,202(6) Å, oltre ad avere 3 unità di formula per cella unitaria.

## Origine e giacitura
La mojaveite si forma come un minerale secondario di rame formato dalla decomposizione di hessite e calcopirite in condizioni leggermente acide; a seconda dei luoghi di ritrovamento la si trova associata a cerussite, crisocolla, khinite, perite, quarzo (per campioni rinvenuti presso l' "Aga mine"); andradite, crisocolla, 
cerussite, burckhardtite, galena, goethite, khinite, mcalpineite, thorneite, timroseite, paratimroseite, quarzo, wulfenite (per campioni ritrovati presso il cumulo "Bird Nest"); kettnerite, clorargirite (per campioni provenienti presso la miniera "Blue Bell").
La mojaveite è un minerale molto raro ed è stato trovato in poche località, tutte negli Stati Uniti: le località tipo, le miniere "Aga", "Blue Bell" (presso Zzyzx) e il cumulo "Bird Nest", situati presso il deserto del Mojave nella contea di San Bernardino e anche nel distretto minerario "Masonic" nella contea di Mono (tutte in California); la miniera "Emerald" nella contea di Cochise (Arizona); nella miniera "Delamar" nella contea di Lincoln (Nevada); la miniera "North Star" nella contea di Juab (Utah).

## Forma in cui si presenta in natura
La mojaveite si presenta come aggregati irregolari di placche blu-verdastre appiattite e spesso curve, che raramente mostrano un contorno esagonale, e si presentano anche come palline compatte, di colore dal celeste al blu-verdastro. Aggregati e palline hanno dimensioni fino a 0,5 mm. Lo striscio della mojaveite è blu-verdastro pallido, mentre la lucentezza può essere adamantina, perlacea od opaca.